# Kaspar Zuccalli (Architekt)
Kaspar Zuccalli (* um 1629 in Roveredo, Graubünden; † 15. April 1678 in München), auch Giovanni Gasparo Zuccalli wie ein späteres Mitglied der Familie, war ein Schweizer Architekt und Baumeister des Barock.

## Leben
Gaspare, Sohn des Cristoforo, heiratete Maria Domenica geborene Zuccalli, Tochter des Giovanni, Stuckateurs. Er war Schwager des Enrico Zuccalli. Im Alter von 19 Jahren nach wanderte er nach Bayern aus, wo er mit seinen Landsleuten Antonio Riva und Lorenzo Sciascia sowie mit seinem Cousin Christoph  Zuccalli als Architekt tätig war. Mit letzterem errichtete er von 1657 bis 1665 die Klosteranlage in Gars am Inn (Kloster, Kirche, Nebengebäude, Kapelle St. Felix). Im Jahr 1666 errichtete er die Pfarrkirche St. Stephan in Hilgertshausen. Später realisierte er religiöse und weltliche Gebäude für verschiedene adlige Auftraggeber. Im Jahr 1668 wurde er zum Hofbaumeister in München ernannt. Nach dem Bau des Kaplaneihauses in Wang im Jahr 1669, arbeitete er mit seinem Schwager Enrico am Chorherrenhaus in Altötting und begann 1671 mit dem Wiederaufbau des Klosters Andechs. Von 1675 bis 1677 errichtete er mit Antonio Riva und Lorenzo Sciascia die Pfarrkirche St. Oswald in Traunstein: Bau des Langhauses (vor Vollendung gestorben), ab 1675.

## Werke
- Chorherrenstift und Chorherrenstiftskirche Gars, ab 1657
- Katholische Pfarrkirche St. Stephan in Hilgertshausen, Umbauarbeiten 1666

Ihm wird ferner der Plan für den barocken Umbau der Katholischen Pfarrkirche Mariä Himmelfahrt in Schnaitsee zugeschrieben (Ausführung von 1664 bis 1667).